# Aleuroclava hindustanicus
Aleuroclava hindustanicus là một loài côn trùng cánh nửa trong họ Aleyrodidae, phân họ Aleyrodinae.
Aleuroclava hindustanicus được Meganathan & David miêu tả khoa học đầu tiên năm 1994.